# Tarsouat
Tarsouat (en àrab تارسوات, Tārswāt; en amazic ⵜⴰⵔⵙⵡⴰⵜ) és una comuna rural de la província de Tiznit, a la regió de Souss-Massa, al Marroc. Segons el cens de 2014 tenia una població total de 2.375 persones.